# Os 7 Gatinhos
Os 7 Gatinhos (também distribuído como Os Sete Gatinhos) é um filme brasileiro de 1980, dos gêneros terror e comédia dramática, dirigido por Neville d'Almeida, com roteiro de Gilberto Loureiro e do próprio Neville baseado na peça teatral homônima de Nelson Rodrigues.
O filme foi exibido em fevereiro de 1980, no Museu de Arte de São Paulo, durante a mostra Perspectivas do Cinema Brasileiro.

## Sinopse
O filme e o livro contam a história da família Noronha e, em especial, de Silene. Ela é a caçula das cinco filhas de Aracy e Seu Noronha. Seu Noronha, um contínuo da Câmara de Deputados, mora no Grajaú com a mulher, D. Aracy, e suas filhas Aurora, Hilda, Débora, Arlete e Silene, de apenas 16 anos. Esta, a caçula, é a mais mimada de todas e, por ser a única "pura", tem o direito a uma boa educação em um colégio interno. Mas logo a vida deles toma um rumo diferente, quando a garota é acusada, no colégio, de matar a pauladas uma gata grávida. A família Noronha parece tão normal quanto qualquer outra, mas, por trás das aparências, esconde segredos inconfessáveis. As quatro filhas mais velhas se prostituem para garantir a castidade e a boa educação de Silene. A partir do incidente ocorrido na escola, descobre-se a jovem não é pura como todos pensam.[carece de fontes?]

## Prêmios e indicações
Festival de Gramado (1980)
- Venceu
  - Melhor atriz coadjuvante (Thelma Reston)[2]

## Elenco
- Lima Duarte.... Noronha
- Telma Reston.... Aracy (Gorda)
- Cristina Aché.... Silene
- Antônio Fagundes.... Bibelô
- Ana Maria Magalhães.... Aurora
- Regina Casé.... Arlete
- Sura Berditchevsky.... Hilda
- Sônia Dias.... Débora
- Ary Fontoura.... dr. Portela
- Cláudio Corrêa e Castro.... dr. Bordalo
- Sadi Cabral.... Saul
- Maurício do Valle.... deputado
- Guará Rodrigues.... dr. Barbosa Coutinho
- Luiz Fernando Guimarães.... Carlão
- Sandro Solviatti.... motorista de táxi